# 李福星

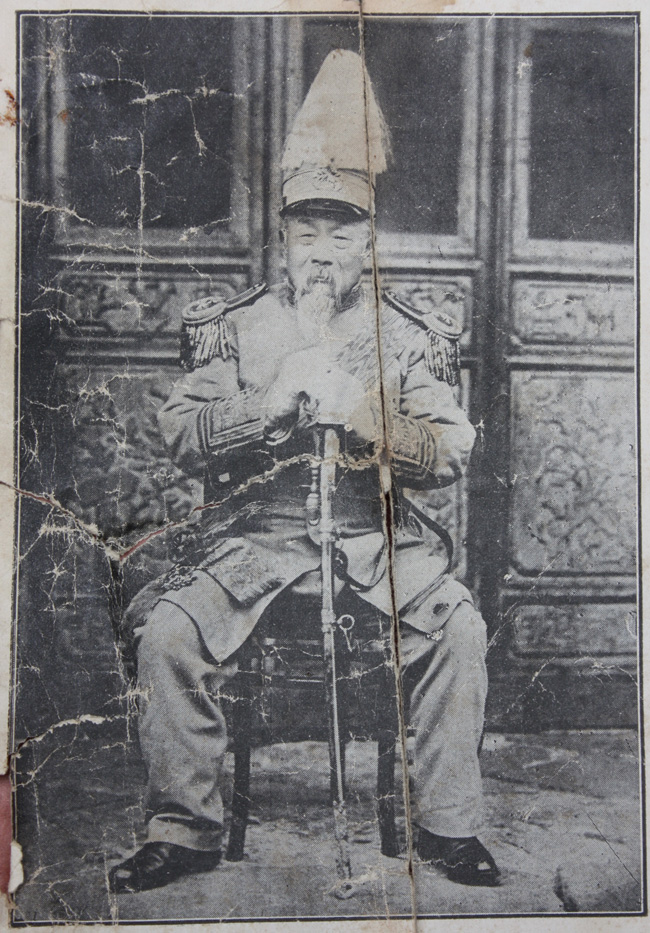

李福星（1845年—1919年）字庆堂，云南巧家人。清末民初军事将领。

## 生平
李福星出生前，其父的两个儿子相继病故。李福星出生后，成为家中独子。后来，其父早逝，其母因伤心而双目失明。李福星被两位姐姐抚养长大。两位姐姐出嫁后，李福星同母亲相依为命。数年后，其母病逝。李福星靠给人打短工生活，居无定所。后来，为躲避豪绅的迫害，李福星于1860年16岁时离开家乡。
随后，李福星赴会泽参与镇压东川回民起义，因作战英勇，获头领赏识，招为民团团丁。1862年，云南巡抚岑毓英率军驻曲靖镇压陶三春起义军。李福星自民团投军，被编入崔营长部下，转战于昭通、广南、开化等地。后来，李福星调入陆军提督杨玉科部，任杨玉科的警卫长。杨玉科奉命牵制大理杜文秀的起义军，乃自四川会理南下，先后攻克仁和（今攀枝花）、元谋、武定、禄劝等地。但降将张四发动叛乱，杨玉科部失利，退保武定。李福星在军中升为什长（队长）。
1867年，杜文秀派20万军队围攻昆明，清军奉命前去增援。李福星随杨玉科部也参加救援，接连攻克多座城市。杜文秀遭清军各部合攻而失败，昆明解围。在此次战斗中，李福星升为百夫长。
昆明解围之后，李福星随杨玉科部进攻滇西，先后攻克武定、罗次、定远、大姚等地。1871年，在漾濞县哈腊左进攻义军马荣耀部时，李福星负伤，但仍指挥部下通过掘地法炸毁了马荣耀方面的碉堡，从而击败了马荣耀。随后，李福星率部扼守洱东，同杨玉科部呈犄角之势，包围大理。大理守将李飞龙、董飞龙投降清军。
1872年，清军各部围攻大理城内的杜文秀，李福星率部自丰呈庄、春牛寺进攻。杜文秀失败。李福星因战功升补都司加副将衔。后来，李福星在平叛中不断晋升军职。1884年，中法战争爆发，李福星率军入安南（今越南）参战，多次击败法军。后来，李福星历任广西柳庆镇、四川川北镇、广东琼州镇、山西太原镇总兵，后升为广东水师提督，调任云南提督，授一品封典，诰授建威将军，定居在大理。
1911年9月9日，云南昆明重九起义成功，云南通电光复。通电到达大理时，新军三十八协统领曲同丰正在大理检阅，曲同丰随即召官绅至府署，将通电传阅。官绅一致支持起义，决定成立“滇西自治总部”，赵藩任总理，李福星、由云龙任协理，范宗莹任参事长，下设民政、团务、财政、军事四科。随后，大理方面复电昆明，告知各部属光复。李福星还率军参与平乱。后来，李福星获授陆军上将衔、二等文虎章，任总统府侍从武官，云南省督军署高等顾问。
1919年11月，李福星在大理病逝。